# The General Died at Dawn
The General Died at Dawn (br: O General Morreu ao Amanhecer) é um filme estadunidense de 1936, do gênero aventura, dirigido por Lewis Milestone e estrelado por Gary Cooper e Madeleine Carroll. Segundo John Douglas Eames, este foi o melhor filme que a Paramount Pictures lançou no ano. O roteiro, por vezes excessivamente literário, é assinado por Clifford Odets e baseia-se no romance best-seller de Charles G. Booth. O próprio Odets e mais o diretor Milestone, o jornalista Sidney Skolsky e o escritor John O'Hara fazem pontas como repórteres em uma cena passada na estação ferroviária.
O filme concorreu a três prêmios Oscar: Melhor Ator Coadjuvante, Melhor Fotografia e Melhor Trilha Sonora.

## Sinopse
O cruel General Yang domina uma das províncias da China, mas deseja o país todo para si. Ele fica sabendo que o mercenário americano O'Hara, contratado pelo Senhor Wu, seu adversário, dirige-se a Xangai com dinheiro recolhido dos camponeses, para comprar armas.
Entretanto, outro americano, Peter Perrie, com a ajuda de sua filha Judy, acaba por prender O'Hara e oferece-o a Yang, que deverá buscá-lo em Xangai. Nessa cidade, Judy e O'Hara se apaixonam, enquanto Peter, que só tem seis meses de vida, compra passagens para os EUA e depois esconde o dinheiro. O'Hara consegue escapar e mata Peter, mas volta a ser preso por Yang e seus capangas, juntamente com Judy e o Senhor Wu. Yang promete a Judy que libertará O'Hara e o Senhor Wu se ela disser onde está o dinheiro. No entanto, quem o acaba encontrando é Brighton, o vendedor de armas. Enquanto tenta escapar dos guardas, ele golpeia mortalmente o general, por acidente. Várias mortes depois, amanhece o dia e desenha-se um futuro mais colorido para O'Hara e Judy.

## Elenco
| Ator/Atriz        | Personagem   |
| ----------------- | ------------ |
| Gary Cooper       | O'Hara       |
| Madeleine Carroll | Judy Perrie  |
| Akim Tamiroff     | General Yang |
| Dudley Digges     | Senhor Wu    |
| Porter Hall       | Peter Perrie |
| William Frawley   | Brighton     |
| J. M. Kerrigan    | Leach        |
| Philip Ahn        | Oxford       |

## Principais prêmios e indicações

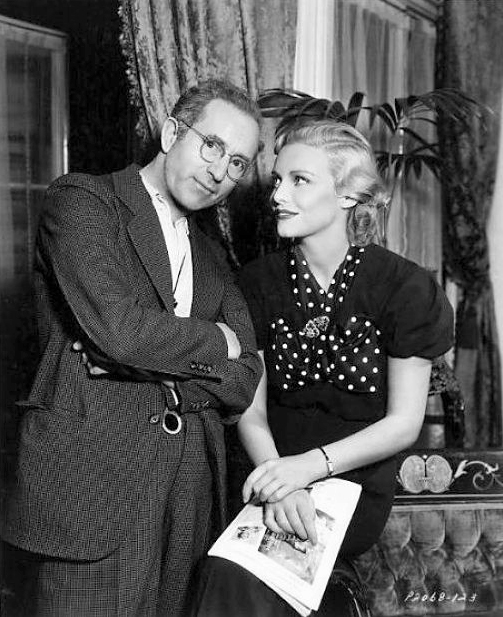
O diretor de fotografia Victor Miner com a atriz Madeleine Carrol em foto publicitária

| Prêmio | Categoria(s) Indicada(s)                                                       | Categoria(s) Premiada(s)                                    |
| ------ | ------------------------------------------------------------------------------ | ----------------------------------------------------------- |
| Oscar  | Melhor Ator Coadjuvante (Akim Tamiroff) Melhor Fotografia Melhor Trilha Sonora | [carece de fontes?] [carece de fontes?] [carece de fontes?] |